# Survivor: Worlds Apart
Survivor: Worlds Apart, es la trigésima temporada del reality show estadounidense de supervivencia Survivor, transmitido por la cadena CBS. Se estrenó el 25 de febrero de 2015. Esta es la cuarta temporada en tener tres tribus, después de Survivor: All-Stars, Survivor: Philippines y Survivor: Cagayan. La temporada fue filmada en San Juan del Sur, Nicaragua, la misma ubicación que Survivor: San Juan del Sur, Survivor: Nicaragua y Survivor: Redemption Island.

## Equipo del programa
- Presentador: Jeff Probst lidera los desafíos grupales, individuales y los consejos tribales.

## Concursantes
El elenco estuvo compuesto por 18 nuevos jugadores, divididos en tres tribus: Escameca ("collar azul"), Masaya ("collar blanco"), y Nagarote ("sin collar") que contienen seis miembros cada una.
| Concursante                                      | Tribu Original | Tribu Mezclada      | Tribu Fusionada      | Resultado final                                | Votos |
| ------------------------------------------------ | -------------- | ------------------- | -------------------- | ---------------------------------------------- | ----- |
| Mike Holloway 38, North Richland Hills, Texas    | Escameca       | Escameca            | Merica               | Único Sobreviviente                            | 4     |
| Carolyn Rivera 52, Tampa, Florida                | Masaya         | Nagarote            | Merica               | Finalista                                      | 10    |
| Will Sims II 41, Sherman Oaks, California        | Nagarote       | Nagarote            | Merica               | Finalista                                      | 4     |
| Rodney Lavoie Jr. 24, Boston, Massachusetts      | Escameca       | Escameca            | Merica               | 15.to Eliminado 8.vo Miembro del jurado Día 38 | 5     |
| Sierra Dawn Thomas 27, Roy, Utah                 | Escameca       | Escameca            | Merica               | 14.ta Eliminada 7.mo Miembro del jurado Día 37 | 6     |
| Dan Foley 47, Gorham, Maine                      | Escameca       | Escameca            | Merica               | 13.er Eliminado 6.to Miembro del jurado Día 35 | 9     |
| Tyler Fredrickson 33, Los Ángeles, California    | Masaya         | Escameca            | Merica               | 12.do Eliminado 5.to Miembro del jurado Día 32 | 5     |
| Shirin Oskooi 31, San Francisco, California      | Masaya         | Nagarote            | Merica               | 11.ra Eliminada 4.to Miembro del jurado Día 29 | 7     |
| Jenn Brown 22, Long Beach, California            | Nagarote       | Nagarote            | Merica               | 10.ma Eliminada 3.er Miembro del jurado Día 27 | 18    |
| Joe Anglim 25, Scottsdale, Arizona               | Nagarote       | Escameca            | Merica               | 9.no Eliminado 2.do Miembro del jurado Día 24  | 8     |
| Hali Ford 25, San Francisco, California          | Nagarote       | Nagarote            | Merica               | 8.va Eliminada 1.er Miembro del jurado Día 22  | 8     |
| Kelly Remington 44, Grand Island, New York       | Escameca       | Nagarote            | Merica               | 7.ª Eliminada Día 19                           | 4     |
| Joaquin Souberbielle 27, Valley Stream, New York | Masaya         | Escameca            |                      | 6.° Eliminado Día 16                           | 4     |
| Max Dawson 37, Topanga, California               | Masaya         | Nagarote            | 5.° Eliminado Día 14 | 5                                              |       |
| Lindsey Cascaddan 24, College Park, Florida      | Escameca       |                     | 4.ª Eliminada Día 11 | 5                                              |       |
| Nina Poersch 51, Palmdale, California            | Nagarote       | 3.ª Eliminada Día 8 | 4                    |                                                |       |
| Vince Sly 32, Santa Mónica, California           | Nagarote       | 2.° Eliminado Día 6 | 3                    |                                                |       |
| So Kim 31, Long Beach, California                | Masaya         | 1.ª Eliminada Día 3 | 4                    |                                                |       |

## Desarrollo
| Episodio                              | Fecha de emisión      | Ganadores de los desafíos          | Ganadores de los desafíos | Eliminado(a)    | Final                                          |
| Episodio                              | Fecha de emisión      | Recompensa                         | Inmunidad                 | Eliminado(a)    | Final                                          |
| ------------------------------------- | --------------------- | ---------------------------------- | ------------------------- | --------------- | ---------------------------------------------- |
| "It's Survivor Warfare"               | 25 de febrero de 2015 | Nagarote                           | Nagarote                  | So              | 1.ª Eliminada Día 3                            |
| "It's Survivor Warfare"               | 25 de febrero de 2015 | Escameca                           |                           | So              | 1.ª Eliminada Día 3                            |
| "It Will Be My Revenge"               | 4 de marzo de 2015    | Masaya                             | Masaya                    | Vince           | 2.° Eliminado Día 6                            |
| "It Will Be My Revenge"               | 4 de marzo de 2015    | Escameca                           |                           | Vince           | 2.° Eliminado Día 6                            |
| "Crazy is as Crazy Does"              | 11 de marzo de 2015   | Escameca                           | Escameca                  | Nina            | 3.ª Eliminada Día 8                            |
| "Crazy is as Crazy Does"              | 11 de marzo de 2015   | Masaya                             |                           | Nina            | 3.ª Eliminada Día 8                            |
| "Winner Winner, Chicken Dinner"       | 18 de marzo de 2015   | Nagarote                           | Nagarote                  | Lindsey         | 4.ª Eliminada Día 11                           |
| "Winner Winner, Chicken Dinner"       | 18 de marzo de 2015   | Masaya                             | Masaya                    | Lindsey         | 4.ª Eliminada Día 11                           |
| "We're Finally Playing Some Survivor" | 18 de marzo de 2015   | Escameca                           | Escameca                  | Max             | 5.° Eliminado Día 14                           |
| "Odd Woman Out"                       | 25 de marzo de 2015   | Nagarote                           | Nagarote                  | Joaquin         | 6.° Eliminado Día 16                           |
| "The Line Will Be Drawn Tonight"      | 1 de abril de 2015    | N/A                                | Joe                       | Kelly           | 7.ª Eliminada Día 19                           |
| "Keep It Real"                        | 8 de abril de 2015    | Joe [Carolyn, Shirin, Tyler, Will] | Joe                       | Hali            | 8.va Eliminada 1.er Miembro del jurado Día 22  |
| "Livin' on the Edge"                  | 15 de abril de 2015   | Dan, Mike, Shirin, Sierra, Tyler   | Tyler                     | Joe             | 9.no Eliminado 2.do Miembro del jurado Día 24  |
| "Bring the Popcorn"                   | 22 de abril de 2015   | Survivor Auction                   | Mike                      | Jenn            | 10.ma Eliminada 3.er Miembro del jurado Día 27 |
| "Survivor Russian Roulette"           | 29 de abril de 2015   | Carolyn, Dan, Tyler, Will          | Mike                      | Shirin          | 11.ra Eliminada 4.to Miembro del jurado Día 29 |
| "Survivor Russian Roulette"           | 29 de abril de 2015   | Carolyn, Dan, Tyler, Will          | Carolyn                   | Shirin          | 11.ra Eliminada 4.to Miembro del jurado Día 29 |
| "Holding On for Dear Life"            | 6 de mayo de 2015     | Carolyn, Mike, Sierra              | Carolyn                   | Tyler           | 12.do Eliminado 5.to Miembro del jurado Día 32 |
| "My Word is My Bond"                  | 13 de mayo de 2015    | Carolyn, Mike, Will                | Mike                      | Dan             | 13.er Eliminado 6.to Miembro del jurado Día 35 |
| "It's a Fickle, Fickle Game"          | 20 de mayo de 2015    | Mike                               | Mike                      | Sierra          | 14.ta Eliminada 7.mo Miembro del jurado Día 37 |
| "It's a Fickle, Fickle Game"          | 20 de mayo de 2015    | N/A                                | Mike                      | Rodney          | 15.to Eliminado 8.vo Miembro del jurado Día 38 |
| "Reunion Show"                        | 20 de mayo de 2015    |                                    |                           | Voto del jurado | Voto del jurado                                |
| "Reunion Show"                        | 20 de mayo de 2015    | Will                               | Finalista                 |                 |                                                |
| "Reunion Show"                        | 20 de mayo de 2015    | Carolyn                            | Finalista                 |                 |                                                |
| "Reunion Show"                        | 20 de mayo de 2015    | Mike                               | Único Sobreviviente       |                 |                                                |

Notas
1. 1 2 3 4 5 6  Recompensa combinada con el desafío de inmunidad.

## Votos del «Consejo Tribal»
| Episodio #: | 1       | 2     | 3     | 4       | 4       | 5     | 6       | 7     | 8     | 9     | 10      | 11     | 12    | 13           | 14     | 14      |       |       |  |  |  |  |  |  |  |  |  |  |  |  |  |
| Eliminados: | So      | Vince | Nina  | Empate  | Lindsey | Max   | Joaquin | Kelly | Hali  | Joe   | Jenn    | Shirin | Tyler | Dan          | Sierra | Rodney  |       |       |  |  |  |  |  |  |  |  |  |  |  |  |  |
| Votos:      | 4-2     | 3–2–1 | 3–2   | 2–2-2   | 3–0-0   | 5-2   | 4-3     | 4-1-0 | 7-4   | 5-4-1 | 5-3-1   | 4-2-2  | 3-0   | 2-0          | 4-1    | 2-2     |       |       |  |  |  |  |  |  |  |  |  |  |  |  |  |
| Concursante | Votos   | Votos | Votos | Votos   | Votos   | Votos | Votos   | Votos | Votos | Votos | Votos   | Votos  | Votos | Votos        | Votos  | Votos   | Votos | Votos |  |  |  |  |  |  |  |  |  |  |  |  |  |
| Mike        |         |       |       | Lindsey | Lindsey |       | Joaquin | Jenn  | Hali  | Joe   | Jenn    | Tyler  | Tyler | Dan          | Sierra | Rodney  |       |       |  |  |  |  |  |  |  |  |  |  |  |  |  |
| Carolyn     | So      |       |       |         |         | Max   |         | Jenn  | Hali  | Jenn  | Jenn    | Shirin | Tyler | Dan          | Sierra | Rodney  |       |       |  |  |  |  |  |  |  |  |  |  |  |  |  |
| Will        |         | Vince | Nina  |         |         | Max   |         | Hali  | Hali  | Jenn  | Jenn    | Dan    | Mike  | Carolyn      | Sierra | Carolyn |       |       |  |  |  |  |  |  |  |  |  |  |  |  |  |
| Rodney      |         |       |       | Sierra  | N/A     |       | Joe     | Jenn  | Hali  | Joe   | Shirin  | Shirin | Mike  | Carolyn      | Sierra | Carolyn |       |       |  |  |  |  |  |  |  |  |  |  |  |  |  |
| Sierra      |         |       |       | Rodney  | N/A     |       | Joaquin | Jenn  | Hali  | Joe   | Shirin  | Shirin | Tyler | Carolyn      | Rodney |         |       |       |  |  |  |  |  |  |  |  |  |  |  |  |  |
| Dan         |         |       |       | Lindsey | Lindsey |       | Joaquin | Jenn  | Hali  | Joe   | Shirin  | Shirin | Mike  | Carolyn (x2) |        |         |       |       |  |  |  |  |  |  |  |  |  |  |  |  |  |
| Tyler       | So      |       |       |         |         |       | Joe     | Jenn  | Hali  | Jenn  | Jenn    | Dan    | Mike  |              |        |         |       |       |  |  |  |  |  |  |  |  |  |  |  |  |  |
| Shirin      | So      |       |       |         |         | Will  |         | Kelly | Dan   | Joe   | Jenn    | Tyler  |       |              |        |         |       |       |  |  |  |  |  |  |  |  |  |  |  |  |  |
| Jenn        |         | Vince | Nina  |         |         | Max   |         | Kelly | Dan   | Dan   | Carolyn |        |       |              |        |         |       |       |  |  |  |  |  |  |  |  |  |  |  |  |  |
| Joe         |         | Nina  | Nina  |         |         |       | Joaquin | Kelly | Dan   | Jenn  |         |        |       |              |        |         |       |       |  |  |  |  |  |  |  |  |  |  |  |  |  |
| Hali        |         | Vince | Will  |         |         | Max   |         | Kelly | Dan   |       |         |        |       |              |        |         |       |       |  |  |  |  |  |  |  |  |  |  |  |  |  |
| Kelly       |         |       |       | Sierra  | Lindsey | Max   |         | Jenn  |       |       |         |        |       |              |        |         |       |       |  |  |  |  |  |  |  |  |  |  |  |  |  |
| Joaquin     | Carolyn |       |       |         |         |       | Joe     |       |       |       |         |        |       |              |        |         |       |       |  |  |  |  |  |  |  |  |  |  |  |  |  |
| Max         | So      |       |       |         |         | Will  |         |       |       |       |         |        |       |              |        |         |       |       |  |  |  |  |  |  |  |  |  |  |  |  |  |
| Lindsey     |         |       |       | Rodney  | N/A     |       |         |       |       |       |         |        |       |              |        |         |       |       |  |  |  |  |  |  |  |  |  |  |  |  |  |
| Nina        |         | Jenn  | Will  |         |         |       |         |       |       |       |         |        |       |              |        |         |       |       |  |  |  |  |  |  |  |  |  |  |  |  |  |
| Vince       |         | Jenn  |       |         |         |       |         |       |       |       |         |        |       |              |        |         |       |       |  |  |  |  |  |  |  |  |  |  |  |  |  |
| So          | Carolyn |       |       |         |         |       |         |       |       |       |         |        |       |              |        |         |       |       |  |  |  |  |  |  |  |  |  |  |  |  |  |

### Jurado
| Votos del jurado | Votos del jurado | Votos del jurado | Votos del jurado |
| Episodio #       | 14               | 14               | 14               |
| ---------------- | ---------------- | ---------------- | ---------------- |
| Día #            | 39               | 39               | 39               |
| Finalistas       | Will             | Carolyn          | Mike             |
| Votos            | 6-1-1            | 6-1-1            | 6-1-1            |
|                  |                  |                  |                  |
| Jurado           | Voto             | Voto             | Voto             |
| Rodney           | Will             |                  |                  |
| Sierra           |                  | Carolyn          |                  |
| Dan              |                  |                  | Mike             |
| Tyler            |                  |                  | Mike             |
| Shirin           |                  |                  | Mike             |
| Jenn             |                  |                  | Mike             |
| Joe              |                  |                  | Mike             |
| Hali             |                  |                  | Mike             |

Notas
1. ↑  La primera votación resultó en un triple empate (Sierra, Rodney y Lindsey con dos votos cada uno), por lo cual se realizó una re-votación. Los participantes involucrados en el empate no votarían y los  restantes sólo podían votar por los tres empatados.
2. ↑  Jenn usó su ídolo de inmunidad oculto, por lo tanto, siete votos extra contra Jenn no fueron contados.
3. ↑  Mike usó su ídolo de inmunidad oculto, por lo tanto, cuatro votos extra contra Mike no fueron contados.
4. ↑  Carolyn usó su ídolo de inmunidad oculto, por lo tanto, cinco votos extra contra Carolyn no fueron contados.
5. ↑  Dan usó la recompensa de doble voto contra Carolyn.
6. ↑  La votación resultó en un empate (Rodney y Carolyn con dos votos cada uno), por lo cual se realizó un reto de fuego para determinar la eliminación, así perdiendo y siendo eliminado Rodney.